# Trichosanthes kirilowii
Trichosanthes kirilowii es una especie de planta fanerógama perteneciente a la familia Cucurbitaceae. Es una de las 50 hierbas fundamentales usadas en la medicina tradicional china donde se le conoce en chino como guālóu (栝楼).

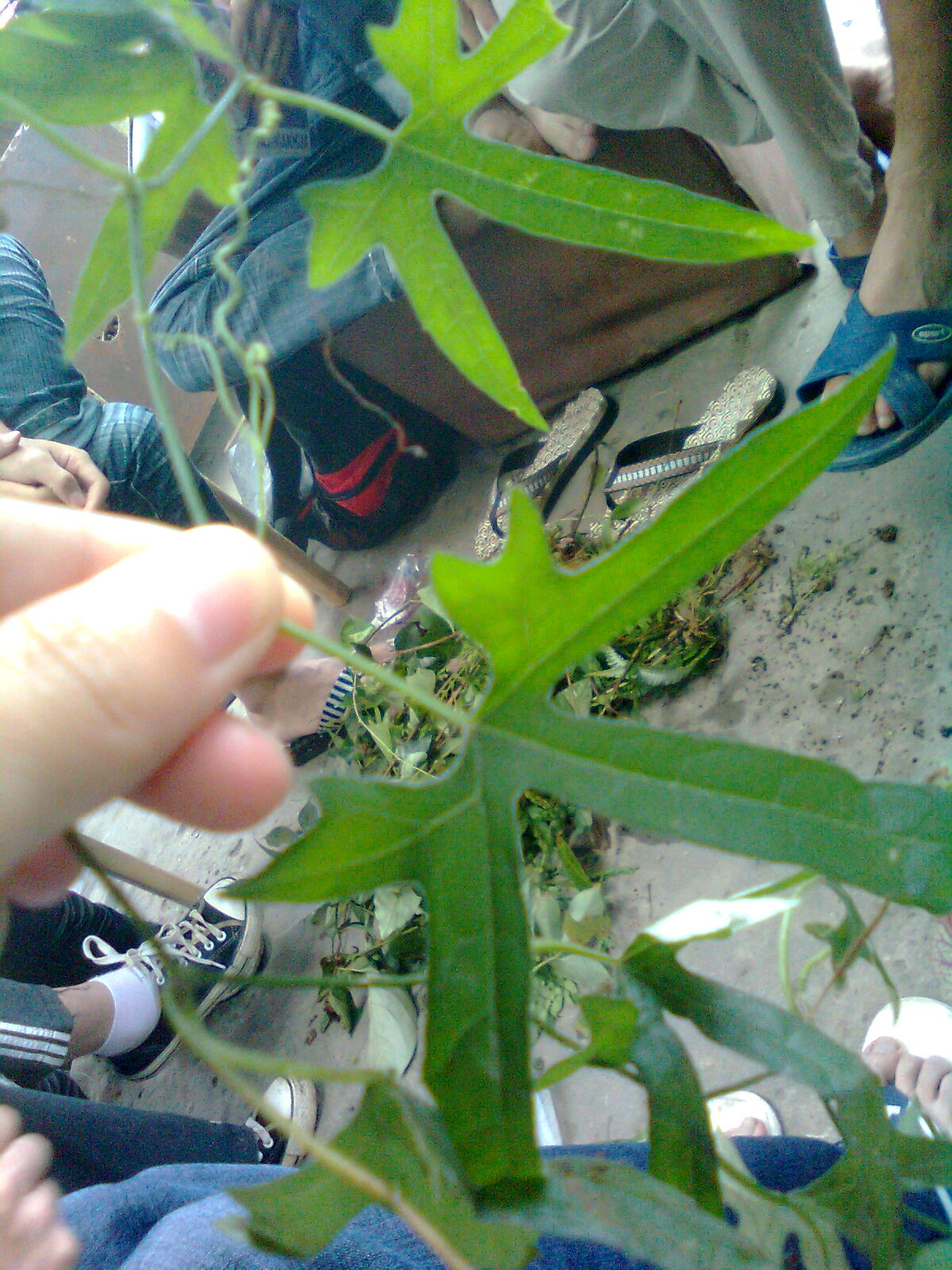
Vista de la hoja

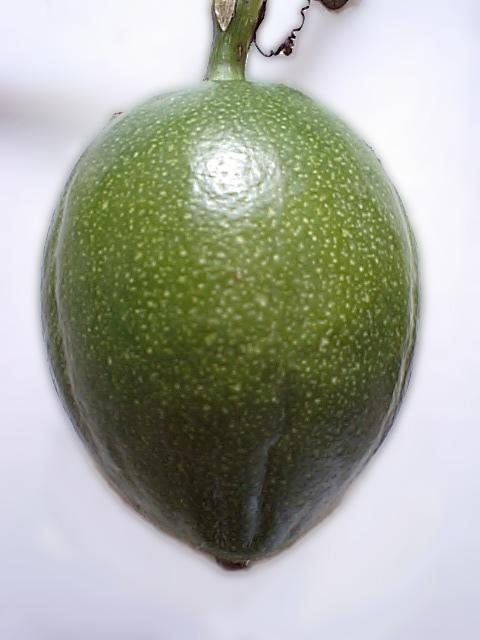
Fruta

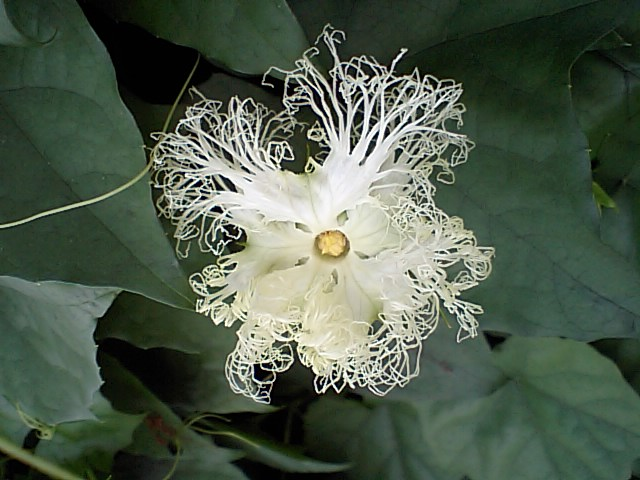
Flor

## Descripción
Tiene un pecíolo de 2-6 cm, estriado, velloso; la lámina de la hoja es de color verde con en el haz profundo, suborbicular, de 5-20 × 5-20 cm, como de papel, por lo general con 3-5 (-7) lóbulos hasta la mitad, raramente profundamente hasta la base o sin lóbulos; los lóbulos rómbico-obovados u oblongos, el margen a veces de forma poco lobulado, ápice obtuso. Racimo masculino solitario o con flores solitarias en pares axilares; pedúnculo 10-20 cm, robusto, estriada, ligeramente peludas, 5-8 de flores en el ápice; brácteas obovados o ampliamente ovadas, 1.5-2.5 (-3) × 1-2 cm, margen sinuoso-dentado, poco puberulenta, estípite; cáliz cilíndrico tubo, dilatada en el ápice, 2-4 × ca. 1 cm; segmentos lanceolados, 10-15 × 3-5 mm, entero. Las flores femeninas solitarias; en pedicelo de 7,5 cm, poco puberulenta; cáliz tubo cilíndrico, ca. 2,5 × 1,2 cm; ovario oblonga, 1.2-2 ×  1 cm. La fructificación en pedúnculo de 4-11 cm; fruta marrón-amarillo o naranja-amarillo, oblongas o globosas, 7-10.5 cm. Semillas de color beige arena, oblongo-ovadas, 11-16 × 7-12 mm, marginan. Fl. mayo-agosto, fr. agosto-octubre. Tiene un número de cromosomas de 2 n = 88.

## Distribución y hábitat
Se encuentra en los bosques abiertos, matorrales, pastizales y campos al lado de los pueblos; a una altitud de 200-1800 [[m s. n. m.|metros, en Gansu, Hebei, Henan, Jiangsu, Jiangxi, Shandong, Shanxi, Zhejiang en China y en Japón y Corea.

## Propiedades
El tubérculo de esta planta es conocida en mandarín como Tian Hua Fen ( chino : 天花粉 ). En la medicina tradicional china se dice para drena el calor y genera fluidos,  y drena  el calor de pulmón, transforma la flema, y humedece  la sequedad de pulmón, además resuelve la toxicidad y expulsar la pus. El fruto de la planta, también se hace referencia en mandarín como Gualou ( chino : 瓜蔞 ), se dice que se usa para disipar el calor y transformar la flema, descongestiona el pecho, reduce los abscesos y disipa los nódulos. Ambas formas deben ser considerados seguros para usarse únicamente con orientación profesional por alguien entrenado en su uso, aunque esto puede ser innecesario para una extrapolación de la toxicidad de purificado de la tricosantina.
La planta es una fuente del compuesto químico tricosantina. Además, esta planta puede ser usada para disolver la capa proteica que protege el ARN del Virus de Inmudeficiencia Humana (VIH) mediante la tricosantina que puede ser usada para eliminar el virus VIH-1 del cuerpo humano.

## Taxonomía
Trichosanthes kirilowii fue descrita por Carl Johann Maximowicz y publicado en Mémoires présentés à l'Académie Impériale des Sciences de St.-Pétersbourg par divers savants et lus dans ses Assemblées 9: 482. 1859.
Sinonimia
- Anguina kirilowii (Maxim.) Kuntze
- Eopepon aurantiacus Naudin
- Eopepon vitifolius Naudin
- Trichosanthes obtusiloba C.Y.Wu ex C.Y.Cheng & Yueh
- Trichosanthes vitifolia (Naudin) N.E.Br.[7]